# Пеховиці
Пехові́це (пол. Piechowice, нім. Petersdorf) — місто в південно-західній Польщі.
Належить до Карконоського повіту Нижньосілезького воєводства.

## Демографія
Демографічна структура станом на 31 березня 2011 року:
|          | Загалом | Допрацездатний вік | Працездатний вік | Постпрацездатний вік |
| -------- | ------- | ------------------ | ---------------- | -------------------- |
| Чоловіки | 3138    | 562                | 2262             | 314                  |
| Жінки    | 3427    | 514                | 2108             | 805                  |
| Разом    | 6565    | 1076               | 4370             | 1119                 |